# エドガー・G・ウルマー
エドガー・G・ウルマー（Edgar G. Ulmer、1904年9月17日 - 1972年9月30日）は、アメリカ合衆国の映画監督。『恐怖のまわり道』を手がけたことで知られている。

## 経歴
1904年9月17日、オロモウツに生まれる。マックス・ラインハルトとともにアメリカ合衆国へ渡った彼は、ユニバーサル・スタジオにてセット・デザインを手がけたほか、ドイツでは、F・W・ムルナウ監督の映画のプロダクション・デザインを手がけた。
1930年、ロバート・シオドマクとの共同監督による『日曜日の人々』で映画監督デビュー。1934年、ベラ・ルゴシとボリス・カーロフを主演に迎えたホラー映画『黒猫』がヒットする。その後、カール・レムリの甥の妻だったシャーリー・カスラー・アレクサンダーとの交際により、メジャー・スタジオから排斥される。「ジョン・ワーナー」名義で西部劇『Thunder Over Texas』を監督したのち、ニューヨーク州へ渡り、イディッシュ語の映画や公衆衛生のドキュメンタリーなどを監督する。
1942年より、B級映画専門スタジオのプロデューサーズ・リリーシング・コーポレーションにて、数々の作品を手がける。1944年、ジョン・キャラダイン主演のホラー・スリラー『青髯』を監督する。1945年、トム・ニール主演のフィルム・ノワール『恐怖のまわり道』を監督する。1964年の第二次世界大戦ドラマ『The Cavern』を最後に、監督業を引退する。
1972年9月30日、カリフォルニア州にて死去。

## フィルモグラフィー

### 映画
- 日曜日の人々（1930年）
- Damaged Lives（1933年）
- 黒猫（1934年）
- Thunder Over Texas（1934年）
- ハーレムにかかる月（1939年）
- 忘れられた罪の島（1943年）
- 鎖につながれた女たち（1943年）
- 青髭（1944年）
- 恐怖のまわり道（1945年）
- 奇妙な幻影（1945年）
- 奇妙な女（1946年）
- カーネギー・ホール（1947年）
- 野望の果て（1948年）
- 地中海の虎（1949年）
- スリの聖ベニー（1951年）
- 惑星Xから来た男（1951年）
- 裸の夜明け（1955年）
- ハンニバル（1959年）
- 驚異の透明人間（1960年）
- 未来からの脱出（1960年）
- アトランタイド（1961年）
- The Cavern（1964年）